# Дубовское (озеро)
Дубовское (устар. Вильпишер зее, Айхенфельдер-зее) — озеро в Калининградской области России. Располагается на территории Гусевского городского округа. С южной стороны из северо-западной половины озера вытекает река Загорянка, левый приток Инструча.
Озеро Дубовское находится на высоте 45 м над уровнем моря, в правобережье нижнего течения Писсы, на расстоянии 7 км к северо-западу от Гусева. Площадь озера составляет 0,72 км². Местами подвержено зарастанию вдоль болотистого юго-восточного побережья. Бо́льшая часть берега северо-западной половины озера занята застройкой посёлка Еловое. С южной стороны к озеру прилегает посёлок Михайлово.
По данным государственного водного реестра России, озеро относится к Балтийскому бассейновому округу, водохозяйственный участок — Преголя. Речной бассейн — Неман и реки бассейна Балтийского моря (российская часть в Калининградской области).
Код водного объекта в государственном водном реестре — 01010000211104300010207.